# Firebug
Firebug was een Firefox-extensie voor webontwikkeling waarmee JavaScript, CSS, HTML, DOM en XHR onderzocht en bewerkt kon worden op elke website. De extensie werd 90,8 miljoen keer gedownload.

## Geschiedenis
De extensie werd oorspronkelijk ontwikkeld door Joe Hewitt en werd voor het eerst uitgebracht in januari 2006.
Firebug is uitgefaseerd ten faveure van de door Firefox geïntegreerde ontwikkelgereedschappen, waarvan de functionaliteit inmiddels was gelijkgeschakeld met die van Firebug.

### Versiegeschiedenis
- 1.0: 24 januari 2007
- 2.0: 10 juni 2014 (vereist Firefox 30 of hoger)

## Functies
- Bewerken en onderzoeken (stap per stap) van JavaScript, CSS, HTML, DOM en XHR.
- Firebug is te voorzien van meer functionaliteit via uitbreidingen.
- Automatisch aanvullen van code (vanaf versie 2).